# UNICEF Open 2012
UNICEF Open 2012 — тенісний турнір, що проходив на відкритих кортах з трав'яним покриттям. Це був 23-й за ліком Rosmalen Grass Court Championships. Належав до категорії 250 у рамках Туру ATP 2012, а також категорії International у рамках Туру WTA 2012. І чоловічі, і жіночі змагання відбулись в Autotron park у Rosmalen, поблизу 'с-Гертогенбоса (Нідерланди). Тривав з 17 до 23 червня 2012 року. Давид Феррер і Надія Петрова здобули титули в одиночному розряді.

## Переможці та фіналісти

### Чоловіки. Одиночний розряд
- Давид Феррер —  Філіпп Пецшнер, 6–3, 6–4

### Одиночний розряд. Жінки
- Надія Петрова —  Уршуля Радванська, 6–4, 6–3

### Парний розряд. Чоловіки
- Роберт Ліндстедт /  Горія Текеу —  Хуан Себастьян Кабаль /  Дмитро Турсунов, 6–3, 7–6(7–1)

### Парний розряд. Жінки
- Сара Еррані /  Роберта Вінчі —  Марія Кириленко /  Надія Петрова, 6–4, 3–6, [11–9]

## Учасники основної сітки в рамках чоловічого турніру

### Сіяні учасники
| Країна     | Гравець             | Рейтинг1 | Сіяний |
| ---------- | ------------------- | -------- | ------ |
| Іспанія    | Давид Феррер        | 6        | 1      |
| Сербія     | Віктор Троїцький    | 33       | 2      |
| Австрія    | Юрген Мельцер       | 35       | 3      |
| Нідерланди | Робін Гаасе         | 40       | 4      |
| Колумбія   | Сантьяго Хіральдо   | 44       | 5      |
| Фінляндія  | Яркко Ніємінен      | 45       | 6      |
| Росія      | Алекс Богомолов мл. | 46       | 7      |
| Польща     | Лукаш Кубот         | 50       | 8      |

- 1Рейтинг подано станом на 11 червня 2012

### Інші учасники
Нижче наведено учасників, які отримали вайлд-кард на участь в основній сітці:
- Давід Ґоффен
- Мате Павич
- Ігор Сійслінґ[1]

Нижче наведено гравців, які пробились в основну сітку через стадію кваліфікації:
- П'єрр-Людовік Дюкло
- Мартон Фучович
- Михайло Ледовських
- Філіпп Пецшнер

### Знялись
- Малік Джазірі (хвороба)
- Мате Павич
- Потіто Стараче (травма поперекового відділу хребта)

## Учасники основної сітки в парному розряді

### Сіяні пари
| Країна   | Гравець              | Країна     | Гравець         | Рейтинг1 | Сіяні |
| -------- | -------------------- | ---------- | --------------- | -------- | ----- |
| Швеція   | Роберт Ліндстедт     | Румунія    | Горія Текеу     | 21       | 1     |
| Пакистан | Айсам-уль-Хак Куреші | Нідерланди | Жан-Жульєн Роєр | 38       | 2     |
| Чехія    | Франтішек Чермак     | Словаччина | Філіп Полашек   | 49       | 3     |
| США      | Скотт Ліпскі         | Індія      | Леандер Паес    | 50       | 4     |

- Рейтинг подано станом на 11 червня 2012

### Інші учасники
Нижче наведено пари, які отримали вайлдкард на участь в основній сітці:
- Юган Брунстрем /  Філіпп Маркс

Наведені нижче пари отримали місце як заміна:
- Мартін Еммріх /  Міхаель Кольманн

### Відмовились від участі
- Потіто Стараче (травма поперекового відділу хребта)

## Учасниці основної сітки в рамках жіночого турніру

### Сіяні учасниці
| Країна     | Гравчиня           | Рейтинг1 | Сіяна |
| ---------- | ------------------ | -------- | ----- |
| Австралія  | Саманта Стосур     | 5        | 1     |
| Італія     | Сара Еррані        | 10       | 2     |
| Словаччина | Домініка Цібулкова | 12       | 3     |
| Італія     | Флавія Пеннетта    | 17       | 4     |
| Росія      | Марія Кириленко    | 19       | 5     |
| Італія     | Роберта Вінчі      | 20       | 6     |
| Сербія     | Єлена Янкович      | 22       | 7     |
| Росія      | Надія Петрова      | 23       | 8     |

- 1Рейтинг подано станом на 11 червня 2012

### Інші учасниці
Нижче наведено учасниць, які отримали вайлд-кард на участь в основній сітці:
- Кікі Бертенс[1]
- Єлена Янкович
- Аранча Рус

Нижче наведено гравчинь, які пробились в основну сітку через стадію кваліфікації:
- Акгуль Аманмурадова
- Кірстен Фліпкенс
- Дарія Гаврилова
- Уршуля Радванська

### Відмовились від участі
- Міхаелла Крайчек (вірусне захворювання)

### Знялись
- Кім Клейстерс (травма живота)

## Учасниці основної сітки в парному розряді

### Сіяні пари
| Країна  | Гравчиня                | Країна  | Гравчиня              | Рейтинг1 | Сіяна |
| ------- | ----------------------- | ------- | --------------------- | -------- | ----- |
| Італія  | Сара Еррані             | Італія  | Роберта Вінчі         | 7        | 1     |
| Росія   | Марія Кириленко         | Росія   | Надія Петрова         | 18       | 2     |
| Іспанія | Анабель Медіна Гаррігес | Іспанія | Аранча Парра Сантонха | 55       | 3     |
| Румунія | Ірина-Камелія Бегу      | Румунія | Моніка Нікулеску      | 67       | 4     |

- 1 Рейтинг подано станом на 11 червня 2012

### Інші учасниці
Нижче наведено пари, які отримали вайлдкард на участь в основній сітці:
- Кікі Бертенс /  Аранча Рус
- Інді де Вроме /  Демі Схюрс

### Знялись
- Франческа Ск'явоне (травма стегна)